# LO Близнецов
LO Близнецов (лат. LO Geminorum) — двойная затменная переменная звезда (E) в созвездии Близнецов на расстоянии приблизительно 2 111 световых лет (около 647 парсек) от Солнца. Видимая звёздная величина звезды — от +12m до +11,5m. Орбитальный период — около 2,2378 суток.
Открыта Куно Хофмейстером в 1968 году*.

## Характеристики
Первый компонент — жёлто-белая звезда спектрального класса F8V. Радиус — около 3,48 солнечных, светимость — около 13,378 солнечных. Эффективная температура — около 7000 К*.
Второй компонент — жёлто-белая звезда спектрального класса F. Эффективная температура — около 6980 К*.